# Houartiella
Houartiella là một chi ốc biển, là động vật thân mềm chân bụng sống ở biển thuộc họ Muricidae, họ ốc gai.

## Các loài
Các loài thuộc chi Houartiella bao gồm:
- Houartiella alboranensis Smriglio, Mariottini & Bonfitto, 1997[2]